# Hustle (série de televisão)
Hustle é uma série de televisão britânica de comédia/drama produzida no Reino Unido e exibida pela primeira vez em 2004. Acompanha um grupo de vigaristas especializados em Grandes Golpes e que seguem a risca uma serie de regras para não entrarem em uma "maré de azar".

## Personagens
Stacie Monroe (Jaime Murray) - É a "isca" da equipe. Tem a cabeça fria, é sexy, intuitiva, versátil, fascinante e tem a inteligência comparada a de Mickey. É a responsável pelas finanças do grupo e tem um grande carinho por Albert. seu relacionamento anterior com Mickey é explorado durante a série.
Ash Morgam (Robert Glenister) - Conhecido como "três meias" (desde sua primeira visita aos chuveiros durante sua estadia na prisão) é o responsável por conseguir e entender de tudo para a realização do golpe. É o cérebro técnico e prático dos golpes.
Albert Stroller (Robert Vaughn) - É um vigarista que mudou o curso de sua vida. Antes de ser um golpista era vendedor de sapatos no oeste americano. É o "laçador" - responsável por encontrar os alvos.
Mickey Stone (Adrian Lester ) - Líder da equipe é extremamente inteligente e perfeccionista. É tido como "mestre dos grandes golpes" e foi ensinado por Albert. 
Danny Blue (Marc Warren) - O "infiltrado" do time. Era golpista pequeno antes de se juntar à gangue. Sempre sonhou em ser o líder da sua própria equipe. É impulsivo e ansioso. Seu método nem sempre é o mais preparado, tem um estilo de improviso e quase nunca há um plano B.

## Elenco
| Ator             | Personagem      | Temporadas | Episódios    |
| ---------------- | --------------- | ---------- | ------------ |
| Robert Glenister | Ash Morgan      | 1 - 7      | 42 episódios |
| Jaime Murray     | Stacie Monroe   | 1 - 4      | 24 episódio  |
| Robert Vaughn    | Albert Stroller | 1 - 7      | 42 episódio  |
| Marc Warren      | Danny Blue      | 1 - 4      | 24 episódio  |
| Adrian Lester    | Mickey Stone    | 1 - 7      | 38 episódios |
| Rob Jarvis       | Eddie           | 1 - 7      | 41 episódios |
| Matt Di Angelo   | Sean Kennedy    | 5 - 7      | 18 episódios |
| Kelly Adams      | Emma Kennedy    | 5 - 7      | 18 episódios |

## Episódios

### Temporada 1
- The Coin Is On
- Faking It
- Picture Perfect
- Cops And Robbers
- A Touch Of Class
- The Last Gamble

### Temporada 2
- Gold Mine
- Confessions
- The Lesson
- Missions
- Old Acquaintance
- Eye of the Beholder

### Temporada 3
- Be My Eminem
- Leader of the Pack
- Whittaker Our Way Out
- The Bollywood Con
- Royal Scoop
- The Ghost

### Temporada 4
- As One Flew Out of the Cuckoo's Nest, One Flew In
- Signing Up to the Wealth
- Getting Even
- A Designer's Paradise
- Conning the Artists
- Big Daddy Calling

### Temporada 5
- Return of the Prodigal
- New Recruits
- Lest Ye Be Judged
- Diamond Seeker
- Politics
- The Road Less Travelled

### Temporada 6
- And This Little Piggy Had Money
- The Thieving Mistake
- Tiger Troubles
- The Father of Jewels
- Conned Out of Luck
- The Hush Heist

### Temporada 7
- Silent Witness
- Old Sparks Come New
- Clearance from a Deal
- Benny's Funeral
- The Fall of Railton FC
- The Delivery

## Transmissão
No Brasil, Hustle é transmitido pelo canal People+Arts de segunda às 18:00h.
- Hustle no FOX Crime